# Aborym
Aborym är ett italienskt industri-/black metalband bildat 1991 av sångaren och basisten Malfeitor Fabban samt gitarristen, senare trummis, Daniele "Mental Siege" Belvedere. Bandet började med att spela covers på band som Celtic Frost, Mayhem och Darkthrone. De utgav sin första demo Worshipping Damned Souls 1991 men det dröjde till 1999 innan första studioalbumet Kali Yuga Bizarre gavs ut. Ungraren Attila Csihar var sångare i bandet från 2000-2005 men lämnade bandet för att åter bli frontman i sitt tidigare band, norska Mayhem. Aboryms sjunde studioalbum Shifting.Negative gavs ut januari 2017 på Agonia Records.

## Medlemmar
Nuvarande medlemmar
- Malfeitor Fabban (Fabrizio Giannese) – basgitarr, keyboard, sång (1992–1993), basgitarr, sång, keyboard, sampling, programmering, ljudeffekter (1997– )
- Gianluca Catalani – trummor (2018– )
- Tomas Aurizzi – gitarr (2019– )

Tidigare medlemmar
- Profunda (Francesco De Leonardis) – okänd
- D. Belvedere (a.k.a. "Mental Siege") – trummor (1993)
- Alex Noia – gitarr (1993)
- Set Teitan (Davide Totaro) – gitarr (1997–2005)
- Yorga S.M. – sång (1997–1999)
- Nysrok Infernalien Sathanas – gitarr, keyboard (1998–2007)
- Attila Csihar – sång (2000–2005)
- Prime Evil (Ravn Preben Mulvik) – sång (2005–2009)
- Faust (Bård Guldvik Eithun) – trummor (2006–2014)
- Hell:I0:Kabbalus (Paolo Pieri) – gitarr, keyboard, bakgrundssång (2008–2016)
- Giulio Moschini – gitarr (2014–2016)
- Davide Tiso – gitarr (2016–?)
- Dan V (Danilo Valentini) – gitarr, basgitarr (2016–?)
- Stefano Angiulli (aka Trismegisto) – keyboard (2016–2019)
- Rg Narchost – basgitarr (2016–2021)

Turnerande medlemmar
- Lorenzo Zarone – basgitarr (2013– )
- Rg Narchost – basgitarr (2014– )
- Giulio Moschini – gitarr (2013–2014)

## Diskografi
Demo
- Live in Studio (1993)
- Worshipping Damned Souls (1993)
- Antichristian Nuclear Sabbath (1997)

Studioalbum
- Kali Yuga Bizarre (1999)
- Fire Walk with Us (2001)
- With No Human Intervention	 (2003)
- Generator (2006)
- Psychogrotesque (2010)
- Dirty (2013)
- Something for Nobody Vol.1 (2017)
- Shifting.Negative (2017)
- Something for Nobody Vol.2	(2018)
- Something for Nobody Vol.3 (2019)
- Hostile (2021)

Livealbum
- Live in Groningen (2013)

Samlingsalbum
- Dirty Remix (2014)